# Supercopa de España de Fútbol 1994
La Supercopa de España de 1994 fue la XI edición del torneo, correspondiente a la temporada 1994-95. Se disputó entre el campeón de Liga 1993-94, el F. C. Barcelona, y el campeón de la Copa del Rey 1993-94, el Real Zaragoza. 
Se jugó en partidos de ida y vuelta, el 27 de agosto en Zaragoza y el 30 de agosto en Barcelona. El F. C. Barcelona fue el campeón del torneo por 6-5 en el cómputo global, tras haber ganado por 0-2 en Zaragoza y haber perdido por 4-5 en Barcelona.
| Bandera de Aragón | 5 - 6 | Bandera de Cataluña |
| Real Zaragoza 0 5 | 5 - 6 | F. C. Barcelona 2 4 |
| ----------------- | ----- | ------------------- |

## Supercopa de 1994
| F. C. Barcelona      |  | Bandera de Cataluña |  | Campeón de la Primera División de España (1993/94) |
| Real Zaragoza S.A.D. |  | Bandera de Aragón   |  | Campeón de la Copa del Rey de fútbol (1993-94)     |

### Ida
| 1          | POR        | Andoni Cedrún     |     |
| 2          | DEF        | Alberto Belsué    |     |
| 3          | DEF        | Jesús Solana      |     |
| 4          | DEF        | Xavi Aguado       |     |
| 5          | DEF        | Fernando Cáceres  |     |
| 13         | MED        | Geli              |     |
| 10         | MED        | Miguel Pardeza    | 75' |
| 6          | MED        | Santiago Aragón   |     |
| 9          | DEL        | Juan Esnáider     |     |
| 7          | DEL        | Gustavo Poyet     |     |
| 11         | DEL        | Francisco Higuera | 80' |
| Entrenador | Entrenador | Víctor Fernández  |     |

| 1          | POR        | Carles Busquets    |     |
| 4          | DEF        | Abelardo Fernández |     |
| 3          | DEF        | Sergi Barjuán      |     |
| 22         | DEF        | Sánchez Jara       |     |
| 5          | DEF        | Ronald Koeman      |     |
| 14         | MED        | Iván Iglesias      | 57' |
| 8          | MED        | Guillermo Amor     |     |
| 18         | MED        | Xabier Eskurza     |     |
| 6          | MED        | José Mari Bakero   |     |
| 15         | MED        | Gheorghe Hagi      | 65' |
| 9          | DEL        | Hristo Stoichkov   |     |
| Entrenador | Entrenador | Johan Cruyff       |     |

| 8  | MED | Nayim            | 75' |
| 19 | DEL | José Luis Loreto | 80' |

| 7  | MED | Pep Guardiola     | 57' |
| 16 | MED | Eusebio Sacristán | 65' |

|  |

|  | 45' | Hristo Stoichkov | 0-1 |
|  | 64' | Guillermo Amor   | 0-2 |

|  | 34' | Fernando Cáceres  |
|  | 51' | Juan Esnáider     |
|  | 69' | Francisco Higuera |
|  | 82' | Xavi Aguado       |

|  | 27' | Ronald Koeman   |
|  | 34' | Guillermo Amor  |
|  | 37' | Carles Busquets |

| Árbitro: | Antonio Martín Navarrete |

| 1          | POR        | Andoni Cedrún     |     |
| 2          | DEF        | Alberto Belsué    |     |
| 3          | DEF        | Jesús Solana      |     |
| 4          | DEF        | Xavi Aguado       |     |
| 5          | DEF        | Fernando Cáceres  |     |
| 13         | MED        | Geli              |     |
| 10         | MED        | Miguel Pardeza    | 75' |
| 6          | MED        | Santiago Aragón   |     |
| 9          | DEL        | Juan Esnáider     |     |
| 7          | DEL        | Gustavo Poyet     |     |
| 11         | DEL        | Francisco Higuera | 80' |
| Entrenador | Entrenador | Víctor Fernández  |     |

| 1          | POR        | Carles Busquets    |     |
| 4          | DEF        | Abelardo Fernández |     |
| 3          | DEF        | Sergi Barjuán      |     |
| 22         | DEF        | Sánchez Jara       |     |
| 5          | DEF        | Ronald Koeman      |     |
| 14         | MED        | Iván Iglesias      | 57' |
| 8          | MED        | Guillermo Amor     |     |
| 18         | MED        | Xabier Eskurza     |     |
| 6          | MED        | José Mari Bakero   |     |
| 15         | MED        | Gheorghe Hagi      | 65' |
| 9          | DEL        | Hristo Stoichkov   |     |
| Entrenador | Entrenador | Johan Cruyff       |     |

| 8  | MED | Nayim            | 75' |
| 19 | DEL | José Luis Loreto | 80' |

| 7  | MED | Pep Guardiola     | 57' |
| 16 | MED | Eusebio Sacristán | 65' |

|  |

|  | 45' | Hristo Stoichkov | 0-1 |
|  | 64' | Guillermo Amor   | 0-2 |

|  | 34' | Fernando Cáceres  |
|  | 51' | Juan Esnáider     |
|  | 69' | Francisco Higuera |
|  | 82' | Xavi Aguado       |

|  | 27' | Ronald Koeman   |
|  | 34' | Guillermo Amor  |
|  | 37' | Carles Busquets |

| Árbitro: | Antonio Martín Navarrete |

### Vuelta
| 17         | POR        | Julen Lopetegui    |     |
| 4          | DEF        | Abelardo Fernández |     |
| 13         | DEF        | Miguel Ángel Nadal |     |
| 22         | DEF        | Sánchez Jara       |     |
| 2          | DEF        | Albert Ferrer      |     |
| 14         | MED        | Iván Iglesias      |     |
| 8          | MED        | Guillermo Amor     | 66' |
| 7          | MED        | Pep Guardiola      |     |
| 16         | MED        | Eusebio Sacristán  |     |
| 15         | MED        | Gheorghe Hagi      | 10' |
| 9          | DEL        | Hristo Stoichkov   |     |
| Entrenador | Entrenador | Johan Cruyff       |     |

| 1          | POR        | Andoni Cedrún     |     |
| 2          | DEF        | Alberto Belsué    |     |
| 3          | DEF        | Jesús Solana      |     |
| 4          | DEF        | Xavi Aguado       |     |
| 5          | DEF        | Fernando Cáceres  |     |
| 13         | MED        | Geli              |     |
| 10         | MED        | Miguel Pardeza    | 70' |
| 6          | MED        | Santiago Aragón   |     |
| 9          | DEL        | Juan Esnáider     |     |
| 7          | DEL        | Gustavo Poyet     | 75' |
| 11         | DEL        | Francisco Higuera |     |
| Entrenador | Entrenador | Víctor Fernández  |     |

| 10 | DEL | Txiki Begiristain | 10' | 90' |
| 11 | DEL | Jordi Cruyff      | 66' |     |
| 1  | POR | Carles Busquets   | 90' |     |

| 14 | MED | Jesús García Sanjuán | 70' |
| 18 | MED | Darío Franco         | 75' |

|       | 13' | Txiki Begiristain | 1-1 |
|       | 50' | Hristo Stoichkov  | 2-3 |
| Penal | 69' | Hristo Stoichkov  | 3-3 |
|       | 87' | Txiki Begiristain | 4-4 |

|  | 10' | Alberto Belsué    | 0-1 |
|  | 32' | Juan Esnáider     | 1-2 |
|  | 33' | Francisco Higuera | 1-3 |
|  | 77' | Francisco Higuera | 3-4 |
|  | 89' | Francisco Higuera | 4-5 |

|  | 35' | Iván Iglesias      |
|  | 43' | Abelardo Fernández |
|  | 85' | Pep Guardiola      |
|  | 89' | Julen Lopetegui    |

|  | 45' | Juan Esnáider     |
|  | 51' | Fernando Cáceres  |
|  | 87' | Geli              |
|  | 87' | Francisco Higuera |
|  | 87' | Jesús Solana      |

| Otorgado · Otorgado otra vez · Expulsado | 90'   | Julen Lopetegui  |
|                                          | 90+1' | Hristo Stoichkov |

| Otorgado · Otorgado otra vez · Expulsado | 68' | Fernando Cáceres |

| Árbitro: | Antonio Jesús López Nieto |

| 17         | POR        | Julen Lopetegui    |     |
| 4          | DEF        | Abelardo Fernández |     |
| 13         | DEF        | Miguel Ángel Nadal |     |
| 22         | DEF        | Sánchez Jara       |     |
| 2          | DEF        | Albert Ferrer      |     |
| 14         | MED        | Iván Iglesias      |     |
| 8          | MED        | Guillermo Amor     | 66' |
| 7          | MED        | Pep Guardiola      |     |
| 16         | MED        | Eusebio Sacristán  |     |
| 15         | MED        | Gheorghe Hagi      | 10' |
| 9          | DEL        | Hristo Stoichkov   |     |
| Entrenador | Entrenador | Johan Cruyff       |     |

| 1          | POR        | Andoni Cedrún     |     |
| 2          | DEF        | Alberto Belsué    |     |
| 3          | DEF        | Jesús Solana      |     |
| 4          | DEF        | Xavi Aguado       |     |
| 5          | DEF        | Fernando Cáceres  |     |
| 13         | MED        | Geli              |     |
| 10         | MED        | Miguel Pardeza    | 70' |
| 6          | MED        | Santiago Aragón   |     |
| 9          | DEL        | Juan Esnáider     |     |
| 7          | DEL        | Gustavo Poyet     | 75' |
| 11         | DEL        | Francisco Higuera |     |
| Entrenador | Entrenador | Víctor Fernández  |     |

| 10 | DEL | Txiki Begiristain | 10' | 90' |
| 11 | DEL | Jordi Cruyff      | 66' |     |
| 1  | POR | Carles Busquets   | 90' |     |

| 14 | MED | Jesús García Sanjuán | 70' |
| 18 | MED | Darío Franco         | 75' |

|       | 13' | Txiki Begiristain | 1-1 |
|       | 50' | Hristo Stoichkov  | 2-3 |
| Penal | 69' | Hristo Stoichkov  | 3-3 |
|       | 87' | Txiki Begiristain | 4-4 |

|  | 10' | Alberto Belsué    | 0-1 |
|  | 32' | Juan Esnáider     | 1-2 |
|  | 33' | Francisco Higuera | 1-3 |
|  | 77' | Francisco Higuera | 3-4 |
|  | 89' | Francisco Higuera | 4-5 |

|  | 35' | Iván Iglesias      |
|  | 43' | Abelardo Fernández |
|  | 85' | Pep Guardiola      |
|  | 89' | Julen Lopetegui    |

|  | 45' | Juan Esnáider     |
|  | 51' | Fernando Cáceres  |
|  | 87' | Geli              |
|  | 87' | Francisco Higuera |
|  | 87' | Jesús Solana      |

| Otorgado · Otorgado otra vez · Expulsado | 90'   | Julen Lopetegui  |
|                                          | 90+1' | Hristo Stoichkov |

| Otorgado · Otorgado otra vez · Expulsado | 68' | Fernando Cáceres |

| Árbitro: | Antonio Jesús López Nieto |

| Campeón Supercopa de España 1994 |
| -------------------------------- |
| FC Barcelona 4° Título           |

| Predecesor: Supercopa de España 1993 | Supercopa de España 1994 | Sucesor: Supercopa de España 1995 |